# Dolancourt
Dolancourt ist eine französische Gemeinde mit 125 Einwohnern (Stand: 1. Januar 2022) im Département Aube in der Region Grand Est. Sie gehört zum Kanton Vendeuvre-sur-Barse und zum Arrondissement Bar-sur-Aube. 
Die Gemeinde Dolancourt liegt am Fluss Aube. Sie ist umgeben von folgenden Nachbargemeinden:
| Jessains, Trannes | Bossancourt                                 | Arsonval |
|                   | Kompassrose, die auf Nachbargemeinden zeigt |          |
| Argançon          |                                             | Jaucourt |

In Dolancourt befindet sich der Freizeitpark Nigloland mit einer Einschienenbahn.

## Bevölkerungsentwicklung
| Jahr                       | 1962 | 1968 | 1975 | 1982 | 1990 | 1999 | 2008 | 2018 |
| -------------------------- | ---- | ---- | ---- | ---- | ---- | ---- | ---- | ---- |
| Einwohner                  | 163  | 146  | 109  | 165  | 169  | 145  | 141  | 135  |
| Quellen: Cassini und INSEE |      |      |      |      |      |      |      |      |

## Sehenswürdigkeiten
- Kirche Saint-Léger